# Kari Byron
Kari Elizabeth Byron, född 18 december 1974 i Kalifornien, var en av programledarna i amerikanska TV-serien Mythbusters (2003–2014) och White Rabbit Project (2016). Tillsammans med Grant Imahara och Tory Belleci var hon med i teamet som hjälper Jamie Hyneman och Adam Savage med olika byggen och att testa myter i programmet. Hon är även konstnär och ställer ut sina verk på sin webbplats.
Självbiografin Crash Test Girl publicerades 8 maj 2018.
Hon är programledare i amerikanska TV-serien Crash test world som hade premiär 8 januari 2021 på Discovery Science Channel.